# Бејнбриџ (округ Џога, Охајо)
Бејнбриџ (енгл. Bainbridge, Geauga County) насељено је место без административног статуса у америчкој савезној држави Охајо.

## Демографија
По попису из 2010. године број становника је 3.267, што је 150 (-4,4%) становника мање него 2000. године.
| Група             | 2000.         | 2010.         |
| Белци             | 3.313 (97,0%) | 3.124 (95,6%) |
| Афроамериканци    | 25 (0,7%)     | 50 (1,5%)     |
| Азијати           | 24 (0,7%)     | 20 (0,6%)     |
| Хиспаноамериканци | 21 (0,6%)     | 30 (0,9%)     |
| Укупно            | 3.417         | 3.267         |